# Représentations diplomatiques de l'Eswatini

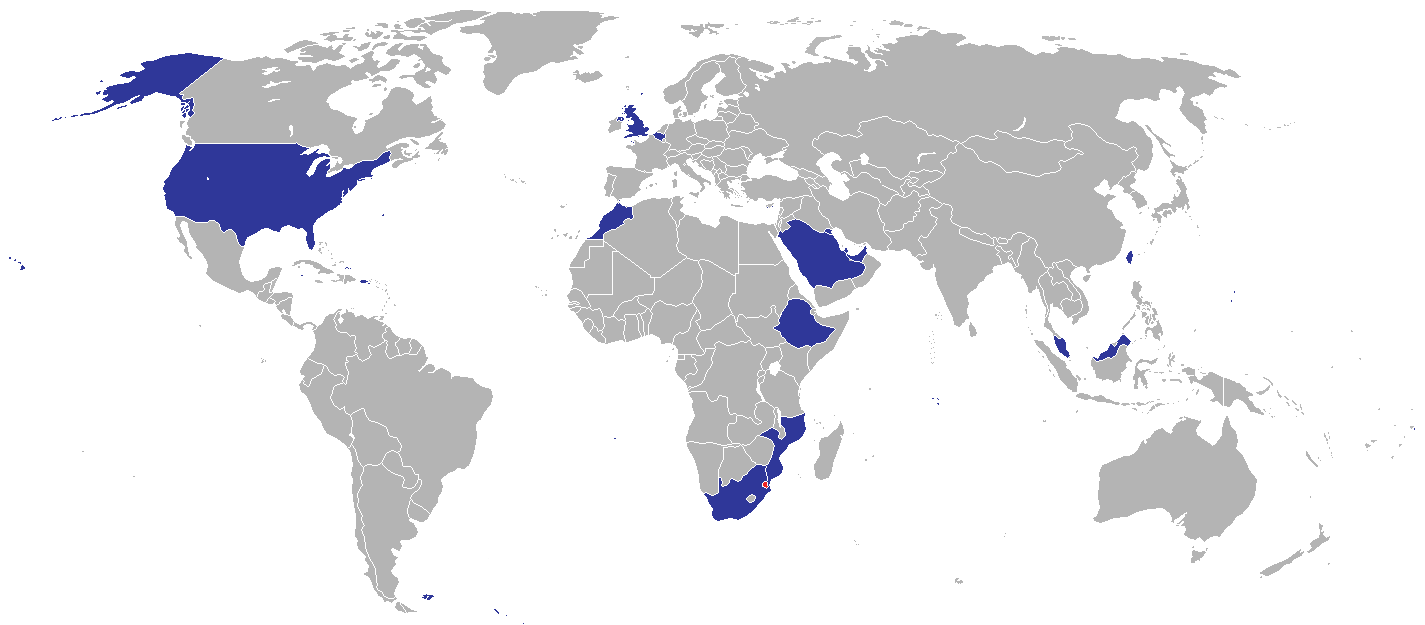
Missions diplomatiques d'Eswatini.

Cet article liste les représentations diplomatiques de l'Eswatini à l'étranger, en excluant les consulats honoraires.

## Afrique
- Afrique du Sud
  - Pretoria (haute commission)
  - Johannesburg (consulat)
- Mozambique
  - Maputo (haute commission)

## Amérique

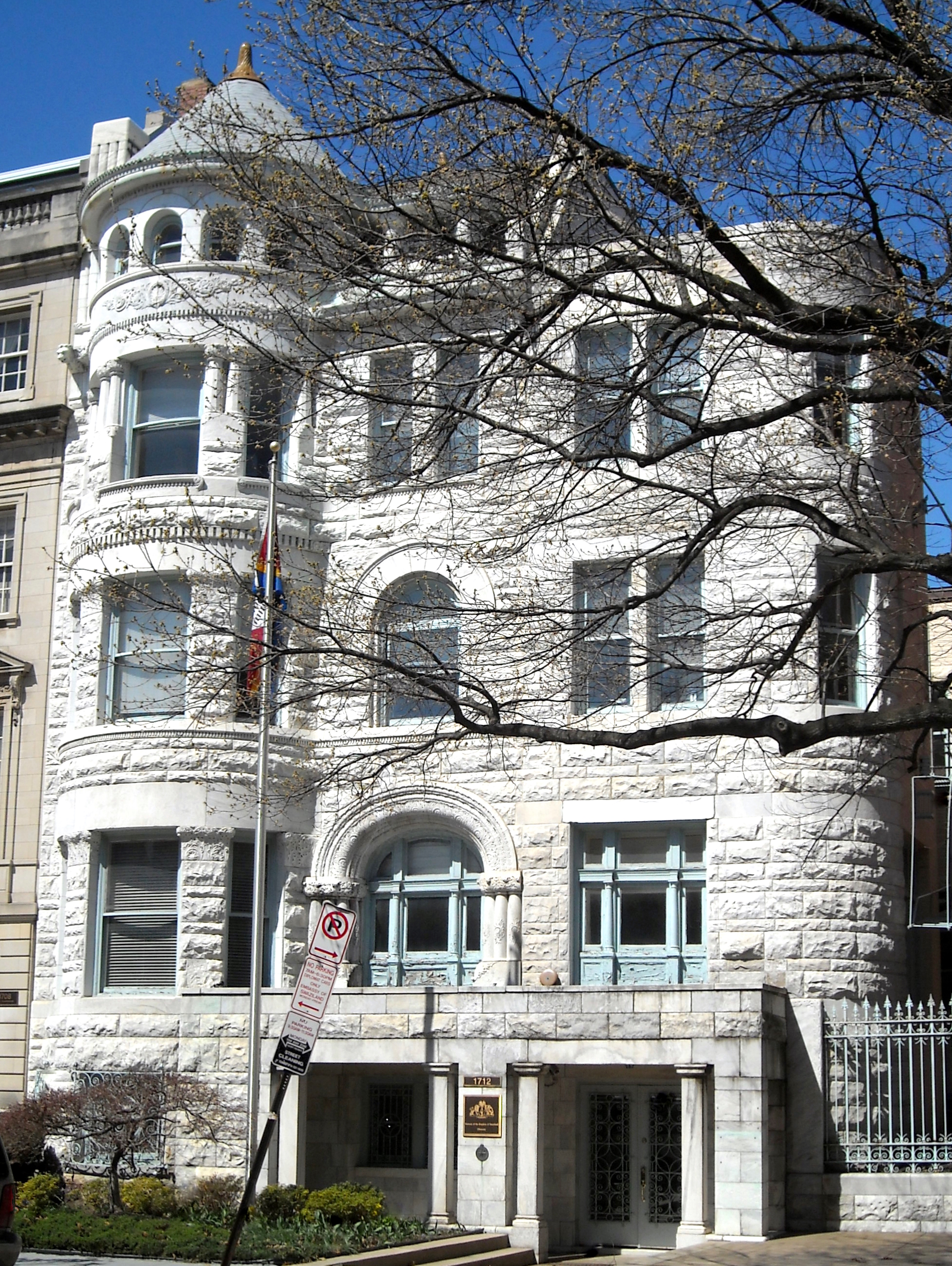
Ambassade d'Eswatini à Washington.

- États-Unis
  - Washington (ambassade)

## Asie
- Émirats arabes unis
  - Abou Dhabi (ambassade)
- Koweït
  - Koweït (ambassade)
- Malaisie
  - Kuala Lumpur (haute commission)
- Qatar
  - Doha (ambassade)
- Taïwan
  - Taipei (ambassade)

## Europe
- Belgique
  - Bruxelles (ambassade)
- Royaume-Uni
  - Londres (haute commission)

## Organisations internationales
- Addis-Abeba (mission permanente auprès de l'Union africaine)
- Union européenne Bruxelles (mission à l'Union européenne)
- ONU
  - Genève (mission permanente à l'ONU et d'autres organisations internationales)
  - New York (mission permanente à l'ONU)